# Parler
Parler – serwis społecznościowy udostępniający usługę mikroblogowania, uruchomiony w sierpniu 2018. Parler reklamuje się jako bezstronna i zapewniająca wolność słowa alternatywa dla głównych sieci społecznościowych, takich jak Twitter i Facebook. W listopadzie 2020 serwis miał około 4 mln aktywnych użytkowników i łącznie ponad 10 mln użytkowników.
Parler został założony w 2018 roku przez Johna Matze i Jareda Thomsona w Henderson oraz republikańską donatorkę Rebekę Mercer w stanie Nevada.
Działalność serwisu wywołuje liczne kontrowersje. Baza użytkowników Parlera składa się w znacznej części ze zwolenników Donalda Trumpa (choć on sam nie posiada tam konta), konserwatystów i prawicowych ekstremistów. Ideą serwisu jest całkowita wolność słowa, posty zawierające treści skrajnie prawicowe, antysemickie i spiskowe są na serwisie tolerowane. Parler został opisany jako alternatywa dla Twittera i jest popularny wśród osób, które zostały zbanowane w głównych serwisach społecznościowych lub sprzeciwiają się ich polityce moderacji.
Aplikacja Parler została pobrana prawie milion razy w tygodniu następującym po wyborach prezydenckich 3 listopada 2020 w Stanach Zjednoczonych i stała się wówczas najpopularniejszą bezpłatną aplikacją zarówno w App Store, jak i Google Play.
W styczniu 2021 roku aplikacja mobilna Parlera została usunięta ze sklepów Google Play i App Store. Firmy Apple i Google uzasadniły te kroki niepodjęciem przez serwis społecznościowy odpowiednich ich zdaniem kroków mających na celu powstrzymanie rozprzestrzeniania się postów nawołujących do przemocy, które pojawiały się w serwisie w trakcie i po ataku na Kapitol Stanów Zjednoczonych. Amazon natomiast zawiesił współpracę w zakresie zapewniania usług hostingowych dla Parlera Aplikacja stała się ponownie dostępna 16 lutego 2021.